# کوهسارکنده
کوهسارکنده،(kuhsarkandeh) روستایی است از توابع بخش مرکزی شهرستان نکا در استان مازندران ایران.

## کوهسار
«کوهسار تجلی نهاد انسانی است که فلسفه زندگانی را تجربه می‌کند از امتداد کوهساران خورشید طلوع می‌کند و در امتداد دیگر غروب کوهسار تجربه یک روز است»

## جمعیت
روستای کوهسارکنده در دهستان پی‌رجه قرار دارد و براساس سرشماری مرکز آمار ایران در سال ۱۳۹۰، جمعیت آن ۵۲۰ نفر (۱۴۲ خانوار) بوده‌است.

## وضعیت جغرافیایی
روستای کوهسارکنده در منطقه هزار جریب نکا قرار دارد. پس از طی مسافتی در حدود ۶ کیلومتر از سه راهی لِکشا (اندکی بعد از پاسگاه جنگلبانی و ایستگاه اورژانس پائین زرندین)، روستای کوهسارکنده قرار دارد. فاصله روستا تا شهر نکا حدوداً ۱۲ کیلومتر می‌باشد. از غرب به روستای پیله کوه و از شرق به روستای خیرآباد و چلمردی و از شمال به تفرجگاه زیبای روستا و زرندین سفلی و از جنوب به جنگل‌های انبوه و در نهایت به روستاهای سنه کوه و وارمی و سرتا و جناسم ختم می‌شود.

## جاذبه‌های گردشگری روستای کوهسارکنده
منطقه زیبا و جنگلی حاشیه جاده روستای کوهسارکنده از تفرجگاه‌های مشهور شهرستان محسوب می‌شود که با وجود رودخانه‌ای زیبا  و پوشش سرسبز از درختان جنگلی هیرکانی، هر ساله پذیرای هزاران مسافر از سایر نقاط است.
از زیباترین جاذبه‌های گردشگری روستای کوهسارکنده، آبشار سوتکوه یا آبشار کوهسار و دو آب بندان با دریاچه‌های دیدنی می‌باشد که محصور جنگل است.
از دیگر جاذبه‌های گردشگری روستای کوهسارکنده امامزاده جعفر می‌توان نام برد که به جهت کوهپایه‌ای بودن و درختان آزاد اطراف، منطقه مناسبی برای سیاحت و زیارت به‌شمار می‌رود.